# モンゴル紀行
- 街道をゆく > モンゴル紀行

『モンゴル紀行』（モンゴルきこう）は、司馬遼太郎の紀行文集『街道をゆく』第5巻。「週刊朝日」の1973年11月2日号から1974年6月14日号に連載された。旅の時期は、1973年8月21日（火）から8月31日（金）までの11日間であった。

## 対象地域および行程など
旅のコース
新潟空港（新潟で1泊） → ハバロフスク（ヴォストークホテルで1泊） → イルクーツク（1泊） → ウランバートル（ウランバートルホテルで1泊） → 南ゴビ（数泊）
少年のころから北方の非漢民族の興亡の歴史や広大なユーラシア大陸に広がる大草原、シルクロードなどに憧れとロマンを抱いていた司馬は文壇デビュー前に、『ペルシャの幻術師』や『戈壁の匈奴』（戈壁：ゴビはモンゴル語で「草の育ちの悪い砂礫地」の意）といった短編を書いていた。
日本とモンゴルが国交を回復した翌年に、三十年来憧れてきた地に、「お伽の国にゆく感じ」で向かうことになった。
同行者はみどり夫人、挿絵の須田剋太、司馬の恩師でありモンゴル語の権威の棈松源一。
モンゴルでは案内役のツェベックマが登場する。なお司馬は後に『草原の記』（新潮社のち新潮文庫）で彼女の生涯を描いた。
行きの飛行機で司馬が学徒出陣で戦車十九連隊にいたとき同じだった難波康訓に出会う（当時帝人輸出部長。イルクーツクで司馬一行の窮状を救うことになる）。

## ハバロフスク
ソ連の官僚主義がもたらす諸々の出来事が旅を不快なものにしている。司馬はここハバロフスクと次のイルクーツクをモンゴルへ行くための「関所」「陰鬱なソ連」などと表現している。「決して政治批判ではない」と断わりを入れてはいるが、司馬のソ連に対する印象がここまで悪いのは、かつて満州の戦線にいてソ連軍と対峙し常に死と隣り合わせにあったことや戦後のソ連の日本人捕虜に対する非道な強制労働の記憶があったからだと考えられる。

## イルクーツク
イルクーツクでは大黒屋光太夫について思いを巡らしている。天明2年（1782年）、船頭の彼を含め17名の乗る船が暴風雨でロシアまで流され、エカテリーナ2世に会って帰国を実現するために首都ペテルブルクに向かう途中、生き残った彼ら5名はイルクーツクに1年間滞在した。当時、イルクーツクはロシア文明の東限であったことや町の様子などが描かれている。
夜にイルクーツクに着いたため、モンゴル領事館が閉まっていたが、知人や現地の人の力添えでモンゴルへの入国査証を幸運にも得ることができる。

## ウランバートル
ウランバートルではツェベックマが出迎えてくれる。モンゴルは司馬の憧れの地であり、「すばらしい町」なのだが、ノモンハン事変やソ連の日本人抑留者への強制労働の記憶がときどき蘇り、旅に暗い影を落としている。
司馬一行が宿泊するウランバートルホテル内に1か月前に開設された日本大使館を訪れる。代理大使の崎山は司馬と同じ大学を卒業した先輩で、夜は自宅に招かれ、崎山の家族にも会う。崎山はモンゴルに赴任できたことについて、「夢がとっくの昔に醒めてしまっているのに、な」という感慨を漏らしているが、司馬ら戦前の青年にとって、夢で自己肥大させようとするとき、モンゴルというのは格好の主題だったということが書かれている。

## ゴビ
南ゴビにあるダランザドガドから40キロばかり離れた宿営地に宿泊。大正末期から昭和20年までに少年時代を送った多くの人にとって、ゴビ砂漠は「日常の覊絆からにわかに解き放たれ、ひろびろとひろがる無償の理想的行為の可能な世界」であったという。そこで、司馬や須田は、強く匂う草、満天の星、真紅の光が濃紺の天を縦横にかけめぐるごとくの日の出、砂丘、ラクダや馬の放牧などといった大自然を満喫する。